# ᴡ
Cette page contient des caractères spéciaux ou non latins. S’ils s’affichent mal (▯, ?, etc.), consultez la page d’aide Unicode.
ᴡ, appelé petite capitale W, est une lettre additionnelle de l’écriture latine utilisée dans l’alphabet phonétique ouralien.

## Utilisation
Dans l’alphabet phonétique ouralien, ‹ ᴡ › représente une consonne spirante labio-vélaire semi-voisée, notée [w̥] avec l’alphabet phonétique international, le w minuscule ‹ w › représentant une consonne spirante labio-vélaire voisée, [w], et l’usage de petites capitales indiquant le dévoisement.
J. Alden Mason utilise la petite capitale w pour représenter une consonne spirante labio-vélaire sourde ou semi-voisée dans la transcription américaniste du tepecano,.

## Représentations informatiques
La petite capitale W peut être représentée avec les caractères Unicode (Extensions phonétiques) suivants :
| formes    | représentations | chaînes de caractères | points de code | descriptions                              |
| --------- | --------------- | --------------------- | -------------- | ----------------------------------------- |
| minuscule | ᴡ               | ᴡ                     | U+1D21         | lettre minuscule latine petite capitale w |